# St. Konrad (Geradstetten)

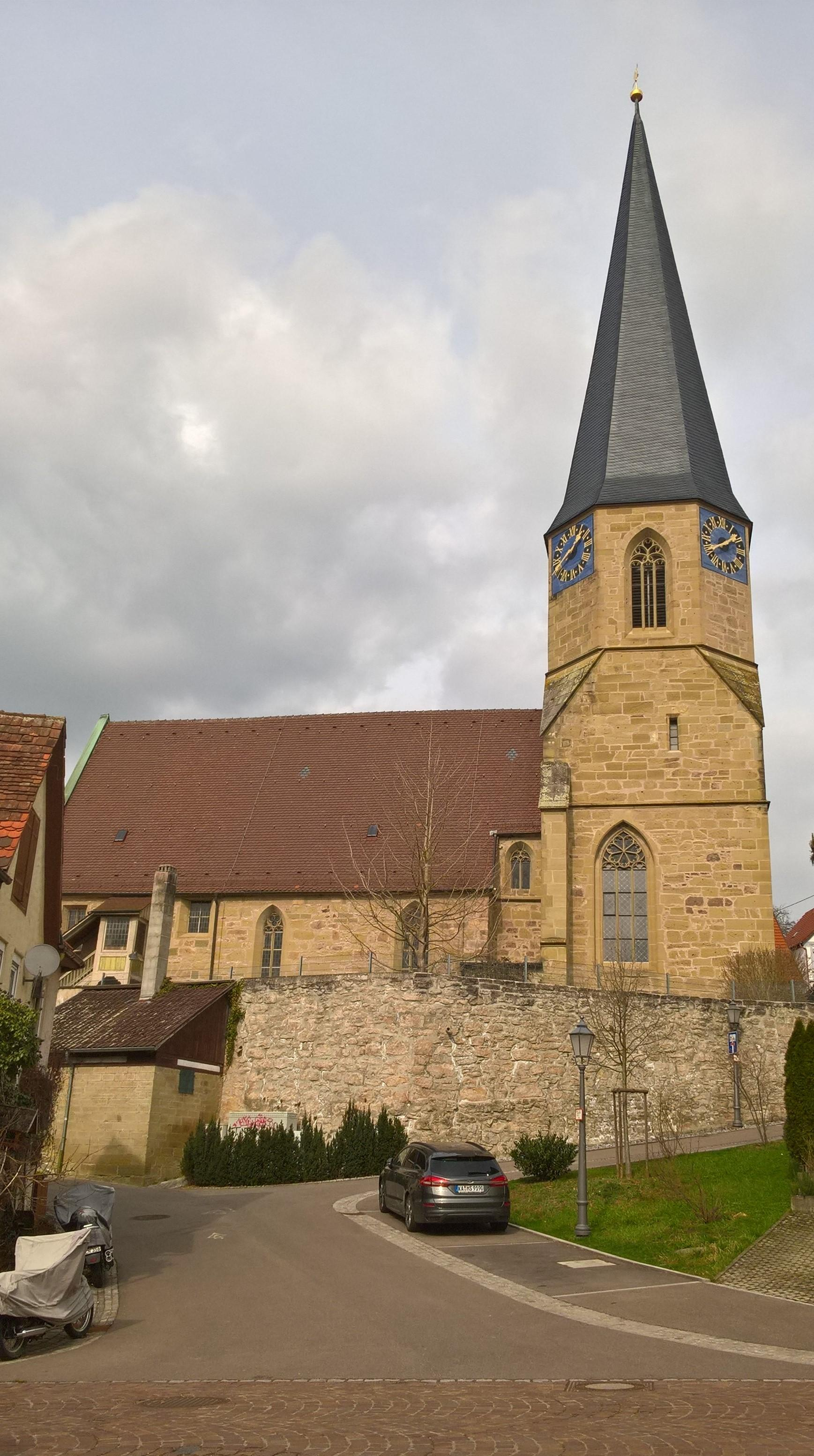
St. Konrad in Geradstetten

Die evangelische Pfarrkirche St. Konrad steht in Geradstetten, einem Ortsteil der Gemeinde Remshalden im Rems-Murr-Kreis in Baden-Württemberg. Das Bauwerk ist beim Landesamt für Denkmalpflege Baden-Württemberg als Baudenkmal eingetragen. Die Kirche gehört zum Kirchenbezirk Schorndorf der Evangelischen Landeskirche in Württemberg. Namensgeber der Kirche ist Konrad von Konstanz. 

## Beschreibung
Die Saalkirche besteht aus einem Langhaus und einem im Kern hochmittelalterlichen Chorturm im Osten. 1491 wurde der Chor, d. h. das Erdgeschoss des Chorturms mit einem Netzrippengewölbe überspannt. Zugleich wurden das Langhaus und die Sakristei an der Nordwand des Chorturms erneuert. Ein Chorbogen trennt das Langhaus vom Chor. Der Chorturm wurde mit einem achteckigen Geschoss aufgestockt, das die Turmuhr und den Glockenstuhl beherbergt, und 1967 mit einem spitzen Helm bedeckt. 
Zur Kirchenausstattung gehören ein Altar eines unbekannten Meisters und die Kanzel aus dem frühen 17. Jahrhundert. Die Orgel mit 19 Registern auf zwei Manualen und Pedal wurde 1970 von Kurt Fischer (Winterbach) hinter den Prospekt von Johann Georg Späth, Vater von Johann David Späth, aus dem Jahr 1767 gebaut.